# Mitsubishi MH2000
El Mitsubishi MH2000 es un helicóptero bimotor medio polivalente diseñado y fabricado originalmente por la compañía japonesa Mitsubishi Heavy Industries. Se trata del primer helicóptero desarrollado en Japón, aunque el poco interés despertado por la aeronave forzó a Mitsubishi a que retirase del mercado el MH2000 en septiembre de 2004.

## Diseño y desarrollo
El MH2000 es el primer helicóptero nativo de Japón. Mitsubishi Heavy Industries (MHI) desarrolló y fabricó exclusivamente el cuerpo y motores de la aeronave, convirtiéndose en el primer helicóptero desarrollado a la vez que su motor. En el desarrollo del MH2000, MHI siguió cuidadosamente los objetivos de los niveles de seguridad, economía y bajo nivel de ruido. El programa fue lanzado en 1995 con el objeto de diseñar una aeronave que podría cumplir con una variedad de misiones, desde transporte de pasajeros, policía, búsqueda y rescate, evacuación sanitaria y servicios médicos de emergencia.
El primer vuelo de los primeros cuatro prototipos de desarrollo del MH2000 tuvo lugar el 29 de julio de 1996. Los primeros modelos de producción se entregaron en octubre de 1999. El segundo de vuelo más tarde en el mismo año y los otros dos fueron utilizados para pruebas en tierra. No obstante, el poco interés despertado por la aeronave forzó a Mitsubishi a que retirase del mercado el MH2000 en septiembre de 2004.
El MH2000 tiene los motores y sistemas mecánicos situados detrás de la sección de cabina para mantener el nivel de sonido y vibraciones en el compartimiento de pasajeros a un mínimo. La potencia es proporcionada por dos motores de turbo-eje Mitsubishi MG5-100 que mueven un rotor principal de cuatro palas y un rotor de cola de tipo Fenestron.
El primer modelo de producción se entregó el 1 de octubre de 2000 a Excel Air Services de Japón. La pérdida de un prototipo debido a la separación del rotor de cola llevó a la suspensión del certificado de tipo y el rediseño de rotor de cola. Los aparatos entregados fueron modificados con el nuevo rotor y todos los nuevos helicópteros tienen las modificaciones instaladas.
Uno de los aspectos únicos de su desarrollo es la integración de un controlador de motor que permite dos modos de velocidad, para conseguir una reducción del ruido al volar sobre zonas urbanas.

## Especificaciones (MH2000)
Referencia datos: Blueskyrotor.com MG5 series Commercial Helicopter Engine
Development and Utilization
,

### Características generales
- Tripulación: 1 o 2 pilotos
- Capacidad: 6-12 pasajeros
- Carga: 2000 kg (4408 lb)
- Capacidad de combustible: 912 kg (2011 lb)
- Longitud: 14 m (45,9 ft)
- Diámetro rotor principal: 12,2 m (40 ft)
- Envergadura: 3,2 m (10,5 ft)
- Altura: 4,1 m (13,5 ft)
- Peso vacío: 2500 kg (5510 lb)
- Peso máximo al despegue: 4500 kg (9918 lb) (En configuración básica)
- Planta motriz: 2× Turboeje Mitsubishi MG5-110.
  - Potencia: 576 kW (794 HP; 783 CV) (máximo continuo) cada uno.
- Hélices: 4x palas de fibra de carbono y fibra de vidrio
- Techo de vuelo a punto fijo con MTOW: 2700 m (8858 pies)

- Configuración de cola:  Tipo Fenestron de 10 palas

- Sistema de aterrizaje: Patines

### Rendimiento
- Velocidad nunca excedida (Vne): 278 km/h (173 MPH; 150 kt)
- Velocidad crucero (Vc): 250 km/h (155 MPH; 135 kt)
- Alcance: 777 km (420 nmi; 483 mi)

### Aeronaves similares
- Kamov Ka-60
- Agusta A109
- Bell 222/230
- Sikorsky S-76
- Eurocopter EC155